# كليمنت الأوخريدي
كليمنت الأوخريدي (وإسمه باللغة السلافونية الكنسية القديمة: Климє́нтъ Охрїдьскъ؛ وباللغة البلغارية واللغة المقدونية: Свети Климент Охридски) (عقد 840-916) وهو قديس ومعلم وكاتب ومنور بلغاري من العصور الوسطى. كان طالب عند القديسين كيرلس وميثوديوس ويعتبر مبتكر الأبجدية الغلاغوليتسية وألفبائية كيريلية، وأشتهر بجهوده في تنصير السلاف وقد فتح مدرسة أوخريد؛ وأعتبر راعي تعليم الأمم السلافية. وثم أصبح أول راعي للالكنيسة البلغارية الأرثوذكسية، وأصبح واحد من سبعة قديسين شفيعين لالإمبراطورية البلغارية والقديس الشفيع لجمهورية مقدونيا ومدينة أوخريد وللكنيسة المقدونية الأرثوذكسية.